# 일레인 라일리
일레인 라일리(Elaine Riley, 1917년 1월 15일 ~ 2015년 12월 7일)는 미국의 배우, 텔레비전 배우, 영화배우이다.

## 영화
- 파드너스 (1956년)
- 캐디 (1953년)
- 세일러 비워 (1952년)
- 론 레인저 - 49년 시리즈 (1949년)
- 버라이어티 걸 (1947년)
- Monsieur Beaucaire (1946년)
- 스토크 클럽 (1945년)
- 하이어 앤 하이어 (1943년)